# Ida Engberg
Ida Engberg (Tyresö, 1 juli 1984), is een Zweedse diskjockey.
Ida begon haar carrière op haar 18e. Na invallen voor een andere diskjockey, kreeg ze een vaste avond in een club. Later ging ze werken in The Spy Bar, een van de beroemdste clubs in Stockholm. Dit was haar grote doorbraak. Vanaf dat moment heeft ze gewerkt met Roger Sanchez, John Dahlbäck, Sebastian Ingrosso en Eric Prydz.
Tegenwoordig is ze diskjockey in de Cocktail Club, wederom in Stockholm. De eerste single die ze uitbracht is Disco Volante, samen met de IJslandse zangeres Björk. Het nummer werd een hit in Nederland, België en Duitsland in de zomer van 2007. In 2008 heeft Sébastien Léger het nummer geremixt. Deze single is uitgebracht in het voorjaar van 2008.

## Singles
| Single met eventuele hitnotering(en) in de Nederlandse Top 40 | Datum van verschijnen | Datum van binnenkomst | Hoogste positie | Aantal weken | Opmerkingen |
| ------------------------------------------------------------- | --------------------- | --------------------- | --------------- | ------------ | ----------- |
| Disco volante                                                 | 2008                  | 15-03-2008            | 5               | 15           |             |